# Cornelius Lievens
Cornelius Joannes Lievens (Oostende, 1716 – Bredene, 6 januari 1767) was meester-timmerman van Oostende en vervolgens sasmeester van Sas-Slijkens te Bredene. Hij was zoon van Carel Lievens en Stephane Gloris. Op 17 februari 1743 huwde hij te Oostende met Catharina Jacoba Barrat, met wie hij tien kinderen kreeg. Hun dochter Catharina Rosa Lievens huwde met de Brugse meester-timmerman Andreas Lombaert.

## Sasmeester van Sas-Slijkens
Cornelius Lievens deed als meester-timmerman van Oostende, samen met  Hendrik Pulinx, directeur van de navigatie, en sluismeester Henricus van Roo op 12 juli 1752 een onderzoek van het Sas-Slijkens en ze stelden vast dat dit gevaarlijk op instorten stond. Een maand later stortte de sluis, aangevreten door paalwormen, effectief in. Het sluizencomplex werd herbouwd en gekoppeld aan een houtzaagmolenpark. Cornelius Lievens werd de nieuwe sasmeester ("magister aquaductus in Slyckens ac director molendinorum"). Na zijn overlijden in 1767 volgde zijn schoonzoon Josephus Petrus Snick, gehuwd met Jeanne Jacqueline Lievens, hem op als sasmeester.